# Lomtjärnen (Ragunda socken, Jämtland, 700206-152043)
Lomtjärnen är en sjö i Ragunda kommun i Jämtland och ingår i Indalsälvens huvudavrinningsområde.